# Synagoge (Myslkovice)
Die Synagoge in Myslkovice (deutsch Miskowitz), einer kleinen Gemeinde im Bezirk Okres Tábor in der südböhmischen Region Jihočeský kraj, wurde etwa 1770 erbaut. Ein sogenannter Rabbinerhaus wurde zugleich angebaut. Um 1930/1931, als die jüdische Gemeinde praktisch nicht mehr existierte, wurde die Synagoge weitgehend zweckentfremdet und 1963 abgerissen.